# Edelstetten
Edelstetten è una frazione del comune tedesco di Neuburg an der Kammel, in Svevia (Baviera).

## Geografia fisica
Si trova a due chilometri e mezzo a est di Neuburg. È attraversata dal fiume Haselbach, un affluente del Kammel, a sua volta affluente del Mindel, che sfocia poi nel Danubio.

## Storia
La località risulta citata per la prima volta nella prima metà del XIII secolo. Fu per secoli parte del domini asburgici e sede di un importante monastero femminile per nobildonne, senza clausura o voti solenni, che ottenne di diventare feudo Imperiale nel 1783, ma trasformato in Principato Sovrano nel 1803 prima per Charles Joseph de Ligne e poi per gli Esterhazy, ma annesso alla Baviera nel 1806.
Nel 1978 l'ex comune di Edelstetten, con le sue frazioni di Marbach e di Oberhagenried, nel quadro della Riforma territoriale della Baviera, fu incorporato nel comune di Neuburg an der Kammel.

## Monumenti e luoghi d'interesse

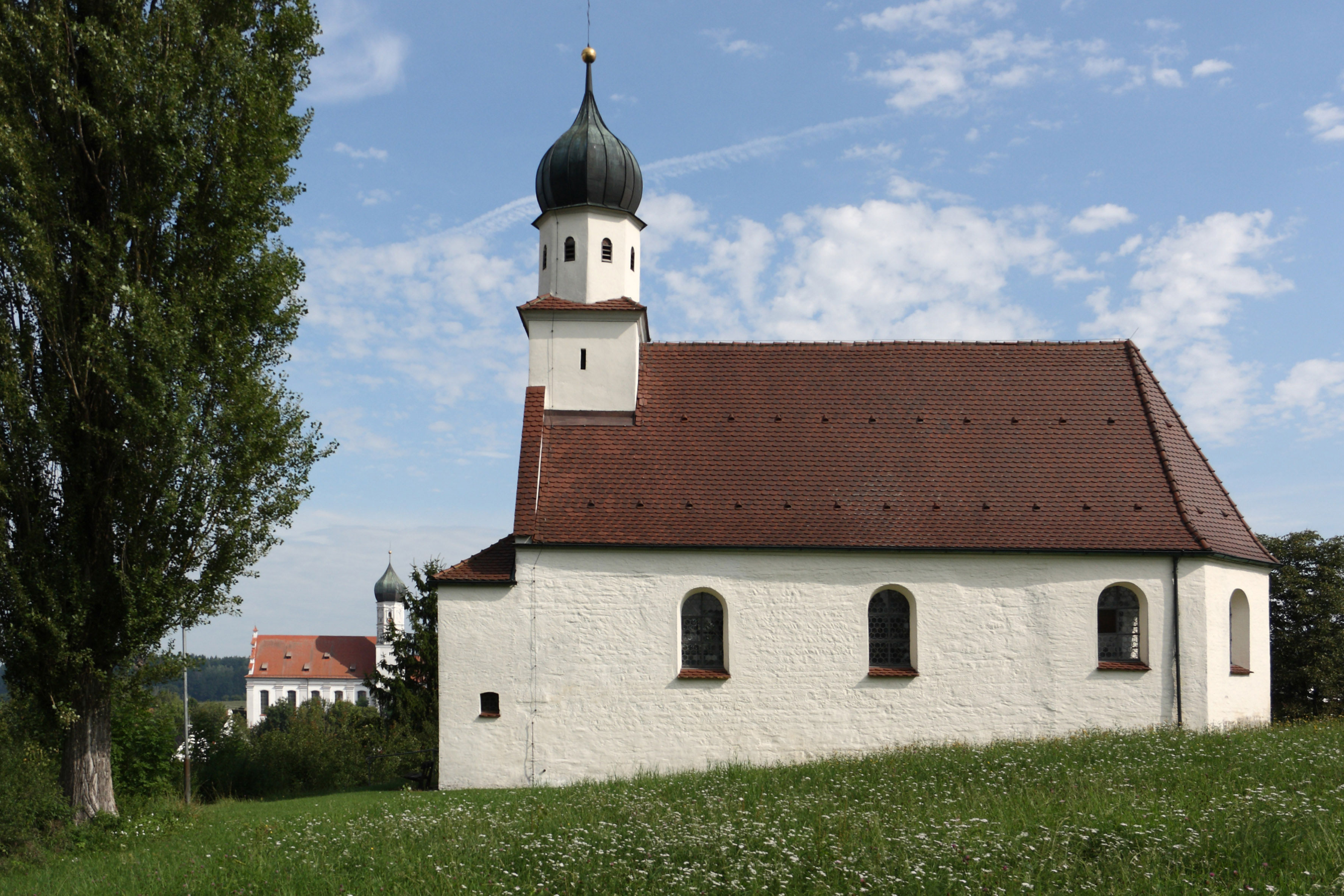
Cappella di San Michele, sullo sfondo la ex collegiata

- Castello di Edelstetten, del XVIII secolo
- Chiesa dei Santi Giovanni Battista ed Evangelista
- Cappella di san Michele, la cui erezione risale presumibilmente al XII secolo.

## Infrastrutture e trasporti
È attraversata dalla strada statale 2023 da Langenhaslach a  Thannhausen. Vie comunali portano a Neuburg e ad Attenhausen.